# Campeonato Mundial de Judô Masculino de 1965
O Campeonato Mundial de Judô de 1965 foi a 4° edição do Campeonato Mundial de Judô, realizada em Rio de Janeiro, Brasil, em 14 a 17 de outubro de 1965 .

## Medalhistas

### Homens
| Evento | Ouro             | Prata               | Bronze                        |
| ------ | ---------------- | ------------------- | ----------------------------- |
| -68 kg | Hirofumi Matsuda | Hiroshi Minatoya    | Park Keil-Soon Oleg Stepanov  |
| -80 kg | Isao Okano       | Kenichi Yamanaka    | James Bregman Kim Eui-Tae     |
| +80 kg | Anton Geesink    | Mitsuo Matsunaga    | Alfred Rogers Seiji Sakaguchi |
| Aberto | Isao Inokuma     | Anzor Kibrosachvili | Anzor Kiknadze Peter Snijders |

### Quadro de Medalhas
| Ordem | País            | Medalha de ouro | Medalha de prata | Medalha de bronze | Total |
| ----- | --------------- | --------------- | ---------------- | ----------------- | ----- |
| 1     | Japão           | 3               | 3                | 1                 | 7     |
| 2     | Países Baixos   | 1               | 0                | 1                 | 2     |
| 3     | União Soviética | 0               | 1                | 2                 | 3     |
| 4     | Coreia do Sul   | 0               | 0                | 2                 | 2     |
| 5     | Canadá          | 0               | 0                | 1                 | 1     |
| 5     | Estados Unidos  | 0               | 0                | 1                 | 1     |